# Joseph Charles (Tennisspieler)
Joseph William Charles (* 9. Februar 1868 in Boonville, Missouri; † 10. Februar 1950 in St. Louis, Missouri) war ein US-amerikanischer Tennisspieler.

## Biografie
Charles studierte an der Columbia University Medizin und arbeitete später als Arzt. In der Gegend um St. Louis war er als Tennisspieler bekannt. 1904 nahm er als einer der ältesten Spieler an den Olympischen Sommerspielen 1904 in St. Louis am Tenniswettbewerb teil. Im Einzel kam er nach einem Freilos zum Auftakt nicht über die zweite Runde hinaus, wo er Rollin Feitshans mit 6:8, 1:6 unterlag. Im Doppel trat er an der Seite von Nathan Smith an. Die beiden verloren zum Auftakt gegen Clarence Gamble und Arthur Wear.